# Opper-Silezisch voetbalkampioenschap 1911/12
In 1911/12 werd het zesde Opper-Silezisch voetbalkampioenschap gespeeld, dat georganiseerd werd door de Zuidoost-Duitse voetbalbond.
SC Diana Kattowitz werd kampioen en plaatste zich voor de Zuidoost-Duitse eindronde. De club verloor meteen van SC Germania Breslau.
Britannia Beuthen wijzigde de naam in Beuthener SuSV 09. 

## Liga-Klasse
| Plaats | Club                      | Wed. | W | G | V | Saldo | Ptn   |
| ------ | ------------------------- | ---- | - | - | - | ----- | ----- |
| 1.     | SC Diana Kattowitz        | 8    | 6 | 0 | 2 | 13:08 | 12:04 |
| 2.     | FC Preußen Kattowitz      | 4    | 4 | 0 | 0 | 18:05 | 08:00 |
| 3.     | VfR Königshütte           | 3    | 2 | 0 | 1 | 06:05 | 04:02 |
| 4.     | Kattowitzer SC            | 5    | 1 | 0 | 4 | 07:17 | 02:08 |
| 5.     | Beuthener SuSV 09         | 2    | 0 | 0 | 2 | 04:13 | 00:04 |
| 6.     | SC Germania Kattowitz (1) | 0    | 0 | 0 | 0 | 00:00 | 00:00 |

 (1): Germania Kattowitz werd door verschillende overtredingen gediskwalificeerd. Deze beslissing werd op 25 februari 1912 teruggedraaid, maar toen was het al te laat om nog aan de competitie te kunnen deelnemen.
|  | Kampioen, geplaatste voor Zuidoost-Duitse eindronde |
|  | Deelname promotie/degradatie play-off               |

### Promotie degradatie/play-off
De tweede klasse was in drie groepen opgedeeld. SC 08 Königshütte won tegen de andere kampioenen FC Hohenzollern Laurahütte en RV 1909 Gleiwitz en speelde nog een play-off om te promoveren.
|                 |                |       |                   |          |
| 20 oktober 1912 | Kattowitzer SC | 4 – 1 | SC 08 Königshütte | Gleiwitz |
| 20 oktober 1912 |                |       |                   | Gleiwitz |